# Watermelon Men
Watermelon Men, pop/rockband från Uppsala.
Bandet bestod av Erik Illes (sång/gitarr), Johan Lundberg (gitarr), Imre von Polgar (gitarr), Hans Sacklén (bas) och Erik Westin (trummor). Denna sättning spelade in debut-EP:n "Blue Village" och de tre albumen "Past, present and future", "Wildflowers" och "Moving Targets". På det sista albumet tillkom Magnus Ågren på orgel och piano. På bandets sista singel "4 Heartbeats" hade orgel- och trumspelandet tagits över av Jonas Rehn respektive Ola Jameson. Jameson var även medlem i Uppsala-bandet Webstrarna.
Watermelon Men kom att räknas till den våg av svenska pop- och rockband på 1980-talet som fördes in under benämningen garagerock. Den vågen dokumenterades på samlingsskivan "A Real Cool Time - Distorted Sounds From The North" och där finns givetvis Watermelon Men med. Under perioden mellan Abba och Roxette nådde dessa grupper ändå viss uppmärksamhet utanför landets gränser. Watermelon Men tillhörde de mer framgångsrika banden i vågen och de nådde stora framgångar i bland annat Tyskland och i England hamnade de på omslaget till den då viktiga musiktidningen Sounds.Gruppens andra LP producerades av Clive Gregson från gruppen Any Trouble.
Watermelon Mens musik kännetecknades av starka melodier och mycket snygga arrangemangen med de två gitarrerna i centrum och i Erik Illes hade man en stark sångare. Dessutom vågade man använda både stråkar och dragspel i musiken. Att både sångaren Erik och gitarristen Imre hade ungerska rötter var också något man lyfte fram.
Gruppen upphörde först 1994 när sångaren Erik flyttade till Laos. Men det var egentligen misslyckandet med den tredje LP:n, som också släpptes som CD, som gjorde att gruppen drog sig tillbaka. Där övergav man delar av sitt unika sound och anpassade sig något till att man hamnat på ett stort skivbolag. Så trots bra låtmaterial blev det inte lika bra som på de två första skivorna. Deras sista skiva var en återgång till hur de lät när de var som bäst. Men gruppen är fortfarande populär över tio år efter att de upphörde. De hyllas i power pop-kretsar och diskuteras i bloggar i framför allt Tyskland.
Gitarristen Imre von Polgar dog i tsunami-katastrofen i Khao Lak 2004. Watermelon Men gjorde kort efter minnesgudstjänsten för Imre och hans båda döttrar en engångsspelning på Katalin i Uppsala. Sedan 2013 tillbaka är Erik Illes åter aktiv som sångare, låtskrivare och gitarrist i bandet Distant Days. Bandet har spelat in en del nytt material i Dustward Studio sommaren 2014 och livedebuterade under hösten samma år. Debutalbumet Dying of the Light släpptes i april 2017, och fick ett gott mottagande av recensenterna. Distant Days

## Diskografi
- Blue village (1985, EP)
- Past, present and future (1985, LP)
- Wild Flowers (1987, LP)
- Moving targets (1988, LP)
- Can't get away (1988, singel)
- Nobody's fool (1989, singel)
- 4 heartbeats (1993, singel)